# 2018 dans les mers et océans
Cet article présente les évènements de l'année 2018 dans les mers et océans.

## Évènements
- Selon la synthèse des connaissances scientifiques publiée en 2021 par le GIEC, le niveau moyen des océans a augmenté de 20 cm entre 1901 et 2018.